# Blue Springs (Alabama)
Blue Springs est une ville américaine située dans le comté de Barbour dans l'État de l'Alabama. Au recensement de 2010, sa population était de 96 habitants.

## Démographie
| 1910 | 1920 | 1930 | 1940 | 1950 | 1960 | 1970 | 1980 |
| ---- | ---- | ---- | ---- | ---- | ---- | ---- | ---- |
| 117  | 162  | 164  | 67   | 111  | 94   | 137  | 112  |

| 1990 | 2000 | 2010 | - | - | - | - | - |
| ---- | ---- | ---- | - | - | - | - | - |
| 108  | 121  | 96   | - | - | - | - | - |

## Traduction
- (en) Cet article est partiellement ou en totalité issu de l’article de Wikipédia en anglais intitulé « Blue Springs, Alabama » (voir la liste des auteurs).